# Андон Куков
Андон или Антон Куков, известен и като Македонеца, е български революционер от Охрид, участник в четата на Желю войвода и четата на Христо Ботев.

## Биография
Роден е в Охрид. Има златарско ателие в града, но поради кавга с богат турчин се налага да емигрира и отива във Влашко. Хайдутства с дружината на Желю войвода. Предполага се, че той е гравирал надписа върху сабята на войводата: „Българино, братко мой, ти от турчин са не бой, земи сабля – върви на бой“.
През 1876 година се включва в Ботевата чета. Познавал се добре с Ботев отпреди това и, докато чакали в Турну Мъгуреле да пристигне корабът с войводата, разказвал на другите четници за него.
Загива в сражението при Милин камък. Ранен и с превързана ръка, застанал до знамето и знаменосеца, той е покосен при последния пушечен залп. „От тоя залп един куршум улучи главата на ранения Андон, който се прескунди (претърколи) няколко пъти и падна в дола, като заспа навеки“, свидетелства очевидецът Никола Кючуков.
Никола Кючуков отбелязва, че в четата на Ботев е имало двама македонци с едно и също име – Андон Куков, родом от два различни града: Охрид и Прилеп, като и двамата са паднали на Врачанския Балкан (Куков прилепчанинът в сражението на 20 май около Вола). Такова сведение не се среща в други спомени.
След Освобождението вдовицата му с двегодишната дъщеричка се преселва в София. Живеят в бедност, но чрез англиканската църква дъщеря му Екатерина заминава за Лондон и завършва курс за медицински сестри; по-късно се завръща в България.